# Aldeia de Santo António
Aldeia de Santo Antonio est une freguesia située au nord de la municipalité de Sabugal au Portugal.